# Pseudoxyrhopus kely
Pseudoxyrhopus kely — вид змій родини Pseudoxyrhophiidae. Ендемік Мадагаскару.

## Поширення і екологія
Pseudoxyrhopus kely відомі з п'яти місцевостей, розташованих на острові Мадагаскар. Вони живуть в сухих і вологих тропічних лісах, в галерейних лісах та у вологих тропічних лісах, на висоті до 100 м над рівнем моря.

## Збереження
МСОП класифікує цей вид як такий, що перебуває під загрозою зникнення. Pseudoxyrhopus kely загрожує знищення природного середовища.